# Lipkes
Lipkes, singular Lipka, (a vegades Lubka, Lupka) fou el nom donat als tàtars de Lituània a partir del segle xiv i després als territoris de l'est i sud-est de Polònia (Volínia/Volhynia i la moderna Belarús fins a Podòlia) estesos des de 1672 a Moldàvia i Dobrudja. El nom derivaria del que els tàtars de Crimea donaven a Lituània: Lïbka o Lïpka, que va portar al polonès lipka (en polonès lipka vol dir "petit arbre de tila"). Els lipkes anomenaven al segle xix Lubka a Crimea, i aquest nom també ha servit per designar-los.

## Història
La colonització tàrtara a Lituània es va iniciar al segle xiv però fou ocasional fins al temps del gran duc Witold (1352-1430) que va donar suport a Toktamish i als seus fills en la lluita pel poder al kanat de l'Horda d'Or. Després de l'expedició de Witold al riu Don de 1397 molts tàtars van emigrar a Lituània. Van servir a l'exèrcit i van gaudir de terres exemptes d'impostos. La seva noblesa va acabar assolint el mateix rang que la polonesa i la lituana. Els privilegis que els va concedir Witold foren confirmats pels grans ducs de Lituània i pels reis de Polònia successius.
Sota Segimon III Vasa (1587-1632), fervent catòlic, les seves llibertats foren limitades. El 1591 el sultà demanava al rei de Polònia la llibertat de culte pel lipkes. El 1609 la mesquita de Troki fou demolida i algunes dones tàrtares acusades de bruixeria, foren cremades vives. Progressivament la seva situació va esdevenir més precària i ja no podien servir a l'exèrcit; el seu desig era retornar a territori musulmà; quan els turcs van envair Polònia el 1672 els lipkes se'ls van unir. Koprulazade Fadil Ahmed Pasha en el tractat de Baczacz, va obligar els polonesos a no limitar l'emigració dels lipkes als països musulmans. En un dels quatre sandjaks del wilayet de Podòlia, la capital, Bar, va rebre com a muhafiz al lipka A. Kryczynski, que havia servit a l'exèrcit polonès i defensava la idea de servir a l'Imperi Otomà però fou mort per altres exiliats lipkes l'octubre de 1673 i molts lipkes van aprofitar l'amnistia i van tornar a Polònia i van participar en la batalla de Khotin o Chocim al costat del rei Joan III Sobieski, que va regnar de manera favorable als lipkes i es va produir una onada de conversions al catolicisme provocant la indignació del kan de Crimea Selim I Giray (1671-1678, 1684-1691, 1692-1699, 1702-1704) a l'inici del seu segon regnat. Els lipkes van combatre a Viena el 1683 i els seus mèrits foren recompensats a la Dieta de 1684. No obstant hi havia quasi 500 lipkes a Kàmianets-Podilski i quantitats inferiors en altres fortaleses de la Podòlia ocupada pels turcs.
Els lipkes van tornar a emigrar a l'Imperi Otomà a l'inici del segle xviii quan el rei August II va derrotar el rei Estanislau Leszcynski que tenia el suport dels lipkes. Tant els emigrats el 1673 com la nova onada es van establir a Moldàvia i la Dobrudja, i alguns a Anatòlia. Des de 1699 els lipkes de l'imperi depenien dels paixes de la frontera amb Polònia als que van servir com intèrprets en les relacions que llavors foren pacífiques. En aquest segle van abandonar finalment la seva antiga llengua per adoptar el polonès i el rus blanc.
El rei Estanislau August (1765-1795) va afavorir els lipkes que havien restat a Polònia; en endavant van participar en la resistència nacional polonesa contra el govern del tsar; van servir amb els polonesos a l'exèrcit de Napoleó. Progressivament van tenir contactes amb altres tàtars a Crimea, l'Azerbaidjan, Turquia o Sarajevo. El 1905 un lipka catòlic, Henryk Sienkiewicz (1846-1916) va obtenir el premi Nobel de literatura.
Després de la independència polonesa del 1918, els lipkes van tenir un paper destacat en la república per mitjà de l'Associació Cultural i Educativa dels Tàtars creada el 1926, destacant el mufti i orientalista J. Szynkiewicz. El 1936 es va crear una unitat de cavalleria tàrtara a l'exèrcit polonès. El 1932 s'estimava que eren 6.000 musulmans amb 16 mesquites. Les activitats dels musulmans de Polònia foren regulades per la llei del 24 d'abril de 1936. La mesquita de Varsòvia que s'havia de construir es va aturar en iniciar-se la II Guerra Mundial. Els lipkes van estar al costat de la resistència.
Al final de la guerra, l'emigració del muftí sense cap successor de la seva talla, va perjudicar la causa dels lipkes que no obstant van poder desenvolupar activitat culturals amb suport de les noves autoritats comunistes. El 1975 els lipkes eren només dos mil i tenien 2 mesquites a les poblacions de Bohoniki i Kruszyniany (en tàtar Boghonuk i Kurshun), la primera de les quals havia estat destruïda pels nazis però fou reconstruïda amb ajut del govern comunista.